# Truppenteile der Truppe für Operative Kommunikation
Die Truppenteile der Truppe für Operative Kommunikation der Bundeswehr werden im Folgenden dargestellt. Dabei handelt es sich, mit Ausnahme des Zentrums Operative Kommunikation der Bundeswehr, um aufgelöste Truppenteile. In der Vergangenheit trug die Truppengattung die Bezeichnungen Truppe für Psychologische Kampfführung (PSK), Truppe für Psychologische Verteidigung (PSV), Fernmeldetruppe Operative Information und Truppe für Operative Information (OpInfo).

## Zentrum Operative Kommunikation der Bundeswehr
Das Zentrum Operative Kommunikation ist heute der einzig verbliebene aktive Truppenteil der Truppe für Operative Kommunikation.

## Zentrum Operative Information
Das Zentrum Operative Information (ZOpInfo) wurde am 1. Oktober 2002 in Mayen in der bis zum 18. November 2015 als General-Delius-Kaserne bezeichneten Liegenschaft (heute: Oberst-Hauschild-Kaserne) aufgestellt. Zum 31. Dezember 2013 wurde es aufgelöst. Aus ihm ging das Zentrum Operative Kommunikation der Bundeswehr hervor.

## Akademie der Bundeswehr für Psychologische Verteidigung
Die Akademie der Bundeswehr für Psychologische Verteidigung (AkBwPSV) war die zentrale Ausbildungs- und Lehreinrichtung der Truppengattung. Die Akademie ging auf die 1960 eingerichtete Lehrgruppe Psychologische Kampfführung (Lehrgruppe PSK) an der Schule für Nachrichtenwesen der Bundeswehr (SNBw) in Bad Ems zurück. Zum 1. April 1961 wurde sie als selbständige Lehrgruppe nach Alfter verlegt, wo sie das dortige Schloss Alfter bezog. Fortan unterstand sie truppendienstlich dem Bundeswehramt und fachlich dem Bundesministerium der Verteidigung.
Zum 15. Oktober 1965 erfolgte die Aufstellung der Schule der Bundeswehr für Psychologische Kampfführung (PSKSBw) und die Verlegung nach Euskirchen in ein ehemaliges Kloster der Franziskaner (Münstereifeler Straße 96). Am 16. Juli 1970 erfolgte die Umbenennung in Schule der Bundeswehr für Psychologische Verteidigung (PSVSBw). In den 1970er Jahren wechselte die truppendienstliche Unterstellung zum Streitkräfteamt, im besonderen Aufgabenbereich der Psychologischen Verteidigung war sie dem Führungsstab der Streitkräfte im BMVg unterstellt. Die Schule gliederte sich in einen Stab, die Gruppe Auswertung, Truppenversuch und Vorschriften (ATV) sowie die Lehrgruppe. Im April 1982 wurden die zivilen Wissenschaftler und Offiziere des Aufgabenbereichs Grundlagenforschung und Lehre zu einem Spezialstab zusammengefasst.
Im Mai 1986 wurde die Schule nach Waldbröl (Schaumburgweg 3) verlegt und im September 1987 in Akademie der Bundeswehr für Psychologische Verteidigung (AkBwPSV) umbenannt. Mit Ablauf des 30. November 1990 wurde sie aufgelöst. Aus ihr ging die Akademie der Bundeswehr für Information und Kommunikation hervor.

### Kommandeure
Die Akademie wurde von folgenden Kommandeuren geleitet:
| Dienstgrad | Name                 | Kommandeur von | Kommandeur bis |
| ---------- | -------------------- | -------------- | -------------- |
| Oberst     | Horst Prayon         | 1. Apr. 1989   | 30. Nov. 1990  |
| Oberst     | Horst Matzeit        | 1. Okt. 1980   | 31. März 1989  |
| Oberst     | Reinhard Hauschild   | 1. Apr. 1975   | 30. Sep. 1980  |
| Oberst     | Hans-Joachim Bergatt | 1. Okt. 1973   | 31. März 1975  |
| Oberst     | Axel Mittelstaedt    | 1. Okt. 1969   | 30. Sep. 1973  |
| Oberst     | Ohme                 | 1967           | 1969           |
| Oberst     | Peter Buhl           | 1963           | 1967           |

## Bataillon für Operative Information 950
Das Bataillon für Operative Information 950 (OpInfoBtl 950) wurde einen Monat nach der Aufstellung des ZOpKomBw formell aufgelöst. Es war der letzte aufgelöste Truppenteil der Truppe für Operative Kommunikation.
Das Bataillon wurde 1962 als Rundfunkbataillon 990 (RundfunkBtl 990) in Diez an der Lahn aufgestellt und zum 1. November 1962 nach Andernach in die Krahnenberg-Kaserne verlegt. Im Mai 1963 erfolgte die Umbenennung in Rundfunkbataillon 701 (RundfunkBtl 701), im April 1965 in PSK-Senderbataillon 701 (PSK-SenderBtl 701), im Januar 1970 in PSV-Senderbataillon 701 (PSV-SenderBtl 701), im April 1971 in PSV-Senderbataillon 1 (PSV-SenderBtl 1) und 1974 in PSV-Sendebataillon 1 (PSV-SendeBtl 1). Im Jahre 1973 lag die Personalstärke in diesem Verband bei 440 Soldaten. 1975 erfolgte die Umbenennung in PSV-Bataillon 1 (PSVBtl 1), zum 1. April 1981 in PSV-Bataillon 850 (teilaktiv) – PSVBtl 850 (ta) zum 1. Oktober 1990 in Fernmeldebataillon 950 Operative Information (FmBtl 950 OpInfo) und im Jahr 1998 in Bataillon für Operative Information 950 (OpInfoBtl 950). Zum 1. Juli 2002 erfolgte die Verlegung nach Koblenz in die Falckenstein-Kaserne. Mit Ablauf des 31. Januar 2014 wurde das Bataillon aufgelöst. Personal und Material wurden grundsätzlich vom Zentrum Operative Kommunikation der Bundeswehr in Mayen übernommen.

### Bataillonskommandeure der PSK-Truppe
| von – bis                       | Kommandeur                        |
| ------------------------------- | --------------------------------- |
| März 1962 – September 1965      | Oberstleutnant Karlheinz Page     |
| Oktober 1965 – August 1969      | Oberstleutnant Kurt Jaeger        |
| September 1969 – September 1974 | Oberstleutnant Reinhard Hauschild |

### Bataillonskommandeure der PSV-Truppe in Andernach
| von – bis                   | Kommandeur                          |
| --------------------------- | ----------------------------------- |
| Oktober 1974 – April 1978   | Oberstleutnant Hans Koch            |
| Juni 1978 – März 1981       | Oberstleutnant Arndt Winkelmann     |
| April 1981 – März 1983      | Oberstleutnant Reinhard Froeschmann |
| April 1983 – März 1985      | Oberstleutnant Hans-Jochen Annuß    |
| April 1985 – September 1989 | Oberstleutnant Bernhard Ickenroth   |
| Oktober 1989 – März 1991    | Oberstleutnant Ulrich Stahnke       |

### Bataillonskommandeure der OpInfo-Truppe

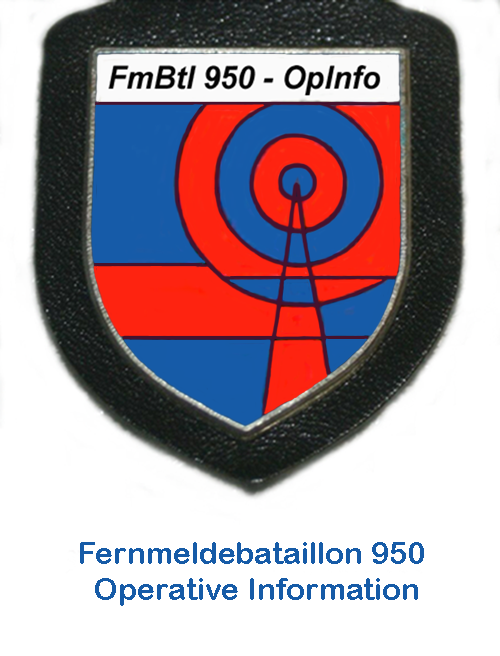
Internes Verbandsabzeichen Fernmeldebataillon 950 Operative Information

| von – bis                   | Kommandeur                        |
| --------------------------- | --------------------------------- |
| April 1991 – März 1993      | Oberstleutnant Gerd Müller        |
| April 1993 – Oktober 1995   | Oberstleutnant Horst Schallenberg |
| November 1995 – August 1998 | Oberstleutnant Richard Welter     |
| September 1998 – März 2001  | Oberstleutnant Christian Bader    |
| März 2001 – Dezember 2003   | Oberstleutnant Hans-Jürgen Heiß   |
| Dezember 2003 – März 2006   | Oberstleutnant Michael Mattes     |
| März 2006 – April 2009      | Oberstleutnant Jörn Sowa          |

## PSV-Bataillon 800 (teilaktiv)
Die Vorläufer des PSV-Bataillons 800 (teilaktiv) (PSVBtl 800 (ta)) waren im Wesentlichen das PSK-Senderbataillon 701, die selbständigen PSK-Kompanien sowie die PSK-Züge in den Wehrbereichskommandos und im Territorialkommando Schleswig-Holstein. Die PSV-Kompanien 181, 281, 381 und 681 verlegten im Herbst 1970 aus den Standorten Scheuen bei Celle, Ulm, Rengsdorf und Süderbrarup nach Clausthal-Zellerfeld in die Oberharz-Kaserne. In dem Harzer Standort wurden Teile dieser Einheiten zum PSV-Bataillon 2 (PSVBtl 2) zusammengefasst. Die Personalstärke in diesem Verband betrug etwa 770 Soldaten. Das PSV-Bataillon 2 verfügte über die Einsatzmittel Druck und Lautsprecher sowie über die Trägermittel Flugblattraketenwerfer und Ballon. Mit zirka 230 Fahrzeugen war die Mobilität des Verbandes sichergestellt. Die Umbenennung erfolgte zum 1. April 1981. Ab 1982 betrieb das Bataillon den Truppenbetreuungssender Radio Oberharz. Zum 30. September 1989 wurde das Bataillon aufgelöst.

### Bataillonskommandeure der PSV-Truppe in Clausthal-Zellerfeld
| von – bis                           | Kommandeur                      |
| ----------------------------------- | ------------------------------- |
| Oktober 1970 – September 1972       | Oberstleutnant Wolfgang Jung    |
| Oktober 1972 – März 1975            | Oberstleutnant Albert Hagemann  |
| April 1975 – März 1979              | Oberstleutnant Aribert von Buch |
| April 1979 – März 1982              | Oberstleutnant Helmut Hofmann   |
| April 1982 – November 1982          | Oberstleutnant Helmut Wendt     |
| Dezember 1982 – Februar 1987        | Oberstleutnant Manfred Jöhnk    |
| September 1987 – 30. September 1989 | Oberstleutnant Ulrich Stahnke   |

### PSK-Kompanie 181
Die PSK-Kompanie 181 (PSKKp 181) wurde 1962 in Rengsdorf im Westerwald im ehemaligen Hotel Rheinhöhe aufgestellt und im Februar des Jahres nach Borken verlegt. Dort bezog es die Hendrik-de-Wynen-Kaserne, bevor die Kompanie im Juli 1966 nach Dedelstorf in die Richthofen-Kaserne und im August 1970 nach Celle-Scheuen in die Freiherr-von-Fritsch-Kaserne verlegt wurde. Im Herbst 1970 erfolgte die Verlegung nach Clausthal-Zellerfeld. Die Kompanie wurde 1970 in PSV-Kompanie 181 (PSVKp 181) umbenannt und ging im selben Jahr im neu aufgestellten PSV-Bataillon 2 in Clausthal-Zellerfeld, dem späteren PSV-Bataillon 800 (teilaktiv) auf. Die Kompanie gehörte zu den Korpstruppen des I. Korps in Münster.

### PSK-Kompanie 281
Die PSK-Kompanie 281 (PSKKp 281) wurde ebenfalls 1962 in Rengsdorf im ehemaligen Hotel Rheinhöhe aufgestellt und zum 1. Oktober 1962 nach Ulm in die Kienlesberg-Kaserne verlegt. Im Jahr 1970 wurde die Kompanie kurzzeitig in PSV-Kompanie 281 (PSVKp 281) umbenannt, nach Clausthal-Zellerfeld verlegt und dort in das PSV-Bataillon 2 eingegliedert. Die Kompanie gehörte zu den Korpstruppen des II. Korps in Ulm.

### PSK-Kompanie 381
Die PSK-Kompanie 381 (PSKKp 381) wurde am 1. April 1965 in Rengsdorf im ehemaligen Hotel Rheinhöhe aufgestellt und 1970 kurzzeitig in PSV-Kompanie 381 (PSVKp 381) umbenannt, nach Clausthal-Zellerfeld verlegt und dort in das PSV-Bataillon 2 eingegliedert. Die Kompanie gehörte zu den Korpstruppen des III. Korps in Koblenz.

### PSV-Ausbildungskompanie 801
Die PSV-Ausbildungskompanie 801 (PSVAusbKp 801) wurde 1985 in Clausthal-Zellerfeld in der Oberharz-Kaserne aufgestellt und 1988 nach Neuwied in die General-Henke-Kaserne verlegt. Zum 30. September 1989 wurde die Ausbildungskompanie aufgelöst.

## PSV-Kompanie 600 (Geräteeinheit)

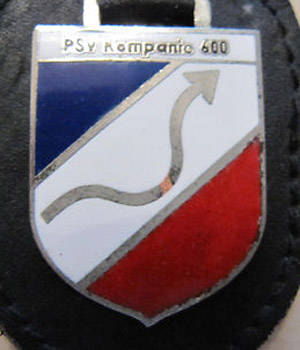
Internes Verbandsabzeichen der PSV-Kompanie 600

Die PSV-Kompanie 600 (Geräteeinheit) (PSVKp 600 (GerEinh)) war in der Thorsberg-Kaserne in Süderbrarup im dortigen Mobilmachungsstützpunkt stationiert. Die Einheit wurde zum 30. September 1989 aufgelöst. Sie wurde im Frieden vom Territorialkommando Schleswig-Holstein und wäre im Verteidigungsfall als Korpstruppe dem Hauptquartier der Alliierten Landstreitkräfte Schleswig-Holstein und Jütland (LANDJUT) unterstellt worden.